# Miyake Kōhaku

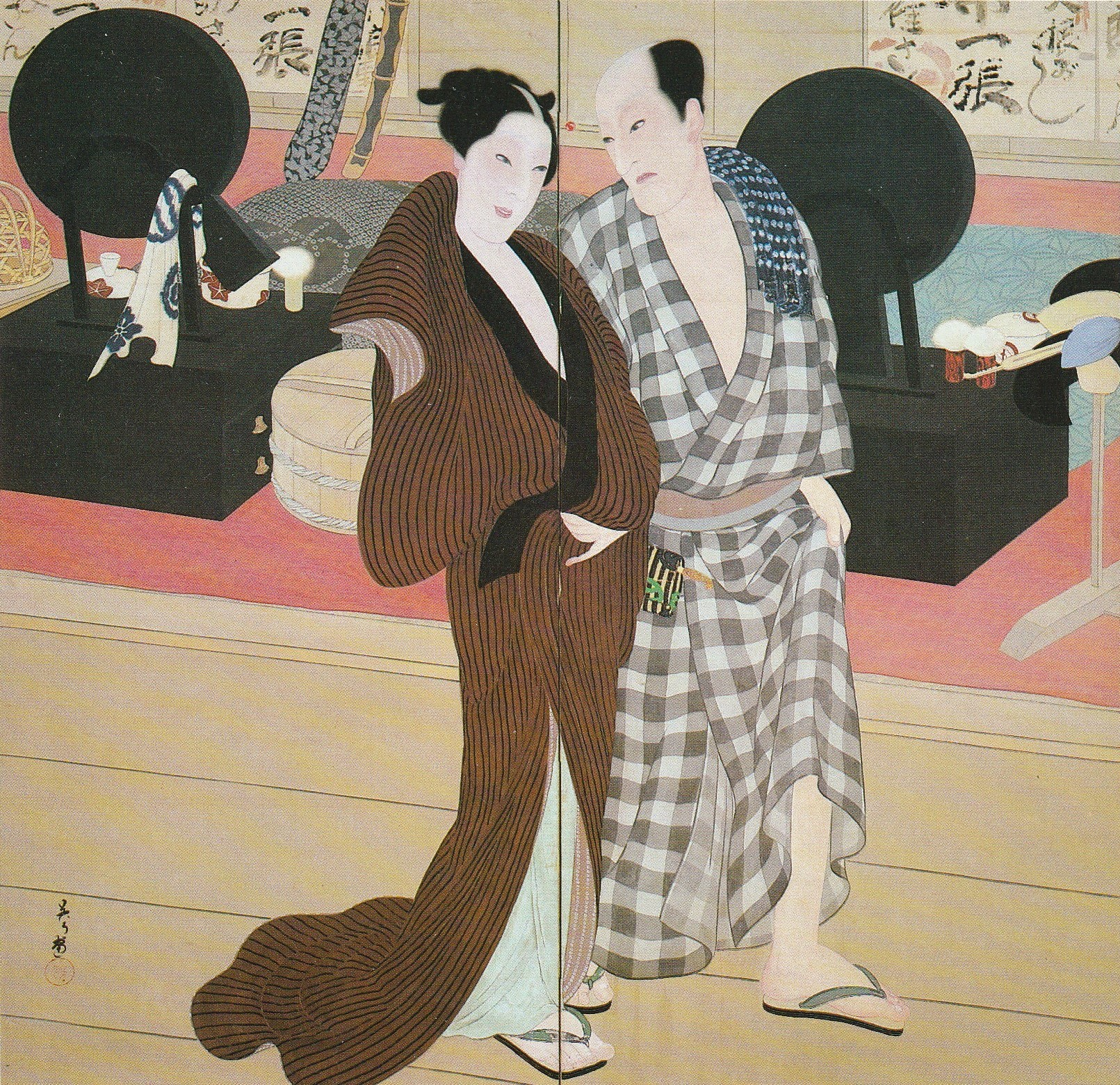
Miyake: Nach dem Bad, 1915

Miyake Kōhaku (japanisch 三宅 凰白, eigentlicher Name: Miyake Seiichi (三宅 清一); geb. 2. Mai 1893 in Kyōto; gest. 26. Februar 1957) war ein japanischer Maler der Nihonga-Richtung der Taishō- und der Shōwa-Zeit.

## Leben und Werk
Miyake Kōhaku wurde als zweiter Sohn des Malers Miyake Gogyō (三宅呉曉; 1864–1919) in Kyōto geboren. Er machte 1912 seinen Abschluss an der Abteilung für Malerei der „Städtischen Schule für Kunst und Kunstgewerbe Kyōto“ (京都市立美術工芸学校 Kyōto shiritsu bijutsu gakkō) und dann 1915 an der „Städtischen Hochschule für Malerei“ (京都市立絵画専門学校 Kyōto shiritsu kaiga senmon gakkō). Danach setzte er sein Studium weiter fort, aber im Dezember des Jahres wurde er zur militärischen Ausbildung einberufen. Die Erlebnisse dort setzte er in den Bildern Enshu shoken (演習所見, „Blick auf den Militärübungsplatz“) und Sekkō kōgun (斥候行軍, „Spähtrupp-Marsch“) um.
1918 konnte Miyake zum ersten Mal auf der Bunten-Ausstellung ein Bild zeigen. Auf der 6. Teiten-Ausstellung 1925 war sein Bild Oharame (おはらめ, „Frauen von Ohara“) zu sehen. Sein Bild Kadan (花旦, „Blumenmorgen“) wurde 1930 auf der 11. Teiten ausgezeichnet. Zwischendurch hatte sich Miyake 1926 unter Yamamoto Shunkyo weitergebildet und stellte im Rahmen von dessen Sanae-Gruppe (早苗会 sanae-kai) aus. Ab 1937 konnte Miyake auf der nun Shin-Bunten genannten Ausstellung juryfrei ausstellen. Nach dem Krieg stellte er weiter auf der Nitten aus.
Von 1936 bis 1949 war Miyake Professor an der Städtischen Hochschule für Malerei in Kyōto, dann ab 1951 Professor an der Frauen-Kurzuniversität (光華女子短期大学 Kōka joshi tanki daigaku) tätig. Als sich 1943 die Sanae-Gruppe auflöste, war er an der Gründung der Kōjin-kai (耕人会) beteiligt, in der er leitend tätig war. Miyake war gut in Genre-Bildern, malte Feste und Tänze, Nō-Bilder. Auf der Ausstellung japanische Malerei 1931 in Berlin war sein Bild Shibon zu sehen. Dargestellt ist der chinesische Schauspieler Mei Lan-fang in der Rolle einer jungen Nonne, die aus dem Kloster entflieht.